# Sjosj
Sjosj, ook bekend als Sjoesjikent (Armeens: Շոշ, Շուշիկենդ; Azerbeidzjaans: Şuşakənd) is een dorp in het Azerbeidzjaanse district Chodzjali. Het ligt 4 km ten noordoosten van de stad Sjoesja, op de rechteroever van de rivier Karkar.

## Geschiedenis
Tijdens de Sovjetperiode maakte het dorp deel uit van het district Askeran van de Nagorno-Karabachse Autonome Oblast. Het dorp werd sinds de eerste Nagorno-Karabach-oorlog bestuurd door de Republiek Nagorno-Karabach. Sinds de Azerbeidzjaanse aanval van 2023 staat Sjosj onder Azerbeidzjaans gezag.